# 길라키어
길라키어(Gilaki, 길라키어: گیلٚکي زٚوؤن Gilɵki Zɵvon)는 이란 북부 카스피해안 지역에서 길란인(길라키인)들이 사용하는 이란어군 북서부 분파의 언어로, 마잔다란어와 유사하다. 역사적 관계로 길라키어와 마잔다란어는 카르트벨리어족 등 캅카스 언어의 영향을 많이 받았다.
방언은 크게 서부 길라키어, 동부 길라키어, 그리고 갈레시(다일람) 방언으로 나뉜다. 동쪽으로 갈수록 방언은 마잔다란어 방언으로 점진적으로 바뀐다.

## 자음
|        |        | 순음 | 치경음   | 후치경음 | 연구개음 | 구개수음 | 성문음 |
| ------ | ------ | ---- | -------- | -------- | -------- | -------- | ------ |
| 파열음 | 무성음 | p    | t        | t͡ʃ       | k        |          | ʔ      |
| 파열음 | 유성음 | b    | d        | d͡ʒ       | ɡ        |          |        |
| 마찰음 | 무성음 | f    | s        | ʃ        | x ~ χ    | x ~ χ    | h      |
| 마찰음 | 유성음 | v    | z        | ʒ        | ɣ ~ ʁ    | ɣ ~ ʁ    |        |
| 비음   | 비음   | m    | n        |          | ŋ        |          |        |
| 유음   | 유음   |      | l, ɾ ~ r |          |          |          |        |
| 반모음 | 반모음 |      |          | j        |          |          |        |

## 같이 보기
- 이란의 언어